# Aphanius mento
Aphanius mento és una espècie de peix de la família dels ciprinodòntids i de l'ordre dels ciprinodontiformes.

## Morfologia
Els mascles poden assolir els 5 cm de longitud total.

## Distribució geogràfica
Es troba a Àsia: Iran, Iraq, Síria, Israel, Jordània, el Líban i Turquia.